# Oreobates cruralis
Oreobates cruralis es una especie de anfibio anuro de la familia Craugastoridae.

## Distribución geográfica
Esta especie habita entre los 200 y 2000 m de altitud:
- en Bolivia en los departamentos de Cochabamba, La Paz, Pando y Santa Cruz;
- en Perú en las regiones de Madre de Dios, Cusco, Huánuco y Junín.[4]

## Publicación original
- Boulenger, 1902 : Descriptions of new Batrachians and Reptiles from the Andes of Peru and Bolivia. Annals and Magazine of Natural History, sér. 7, vol. 10, p. 394-402[5]